# Henry Lewis Stimson
Pour les articles homonymes, voir Stimson.
Henry Lewis Stimson, né le 21 septembre 1867 à New York et mort le 20 octobre 1950 à Huntington (New York), est un homme politique américain. Membre du Parti républicain, il est secrétaire à la Guerre entre 1911 et 1913 dans l'administration du président William Howard Taft, gouverneur général des Philippines entre 1927 et 1929, secrétaire d'État entre 1929 et 1933 dans l'administration du président Herbert Hoover et secrétaire à la Guerre entre 1940 et 1945 dans l'administration du président Franklin Delano Roosevelt, puis dans l'administration de son successeur, Harry S. Truman.

## Biographie
Fils d'un chirurgien célèbre, il est diplômé de l'université Yale en 1888 et de la Faculté de droit de Harvard en 1890.
Il est secrétaire d'État quand est dissous le premier service de renseignement de l'histoire du pays, le Cipher Bureau en 1929, dirigé par Herbert Yardley car « Les gentlemen ne lisent pas le courrier des autres ».

### La doctrine Stimson
À l'occasion de la conquête japonaise du Mandchoukouo en 1931, il formule la doctrine Stimson, qui refuse de reconnaître diplomatiquement un État conquis par la force.
À partir de 1939, il fait partie des plus ardents défenseurs de l'aide des États-Unis à la France et au Royaume-Uni contre l'Allemagne et milite pour l'entrée en guerre. Le 18 juin 1940, le président Franklin Roosevelt, désireux de préparer cette entrée en guerre sans compromettre sa réélection de novembre pour un troisième mandat, le nomme secrétaire à la Guerre (nomination confirmée le 10 juillet) pour préparer l'armée américaine au conflit à venir. Au cours d'une réunion de soutien à la France et au Royaume-Uni, il avait déclaré « nous vaincrons l'Allemagne comme en 1918 ».

### Le «sauveur» de Kyōto
Durant la Seconde Guerre mondiale, il est l'un des promoteurs de l'utilisation de la bombe atomique contre le Japon mais s'oppose farouchement à la destruction de la ville de Kyōto (une légende tenace veut que H. Stimson y ait passé sa lune de miel). Cette ville était en premier sur la liste des objectifs de largage de la bombe atomique de l'état-major,.

## Annexe